# The Princess and the Goblin

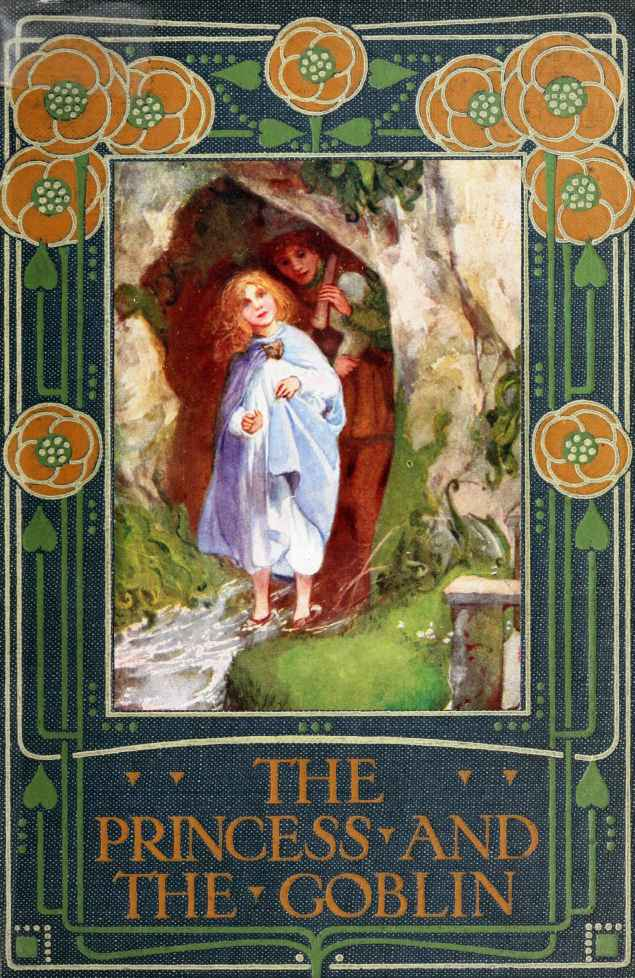
The Princess and the Goblin cover

The Princess and the Goblin is een fantasyboek voor kinderen geschreven door de Schotse schrijver George MacDonald. Het werd in 1872 gepubliceerd bij Strahan & Co en werd later vervolgd in The Princess and Curdie. 
Anne Thaxter Eaton schreef in A Critical History of Children's Literature dat The Princess and the Goblin en zijn sequel "in elk incident suggereert over ideeën van moed en eer". Jeffrey Holdaway schreef in de New Zealand Art Monthly dat elk van de twee boeken "start als een normaal sprookje en langzaam steeds vreemder wordt", en dat de "lagen van symboliek vergelijkbaar zijn met de werken van Lewis Carroll". 

## Verfilmingen
In de jaren 60 werd het boek in animatievorm verfilmd door Jay Ward voor zijn Fractured Fairy Tales-serie. De versie bevat een ras van onschuldige goblins die gedwongen werden ondergronds te leven. Later wordt de koning van de goblins verliefd op een prinses, maar een prins redt haar door gedichten te citeren - iets wat goblins haten.
Een lange speelversie van het boek werd geregisseerd door József Gémes en werd in 1992 gelanceerd in het Verenigd Koninkrijk, en in juni 1994 in de Verenigde Staten. De film ontving een heleboel negatieve reviews en bracht slechts $ 1,8 miljoen op. Tijdens dezelfde maand van de lancering werd eveneens De Leeuwenkoning uitgebracht in de bioscoop. De Nederlandse titel van de film werd omgedoopt tot De Prinses van het Zonnevolk. 

## Andere
The Princess and the Goblins is eveneens een gedicht van Sylvia Plath en een boek dat deel uitmaakt van de 100 Classic Books-collectie.